# Megacyllene acuta
Megacyllene acuta là một loài bọ cánh cứng trong họ Cerambycidae.